# Hans-Christoph Jahr
Hans-Christoph Jahr (* 1953 in Weißenbach) ist ein deutscher Jurist. Er war von 1980 bis 1993 als Richter sowie von 2000 bis 2007 als Hochschullehrer tätig und arbeitet mittlerweile als Rechtsanwalt.
Bundesweite Bekanntheit erlangte er zweimal im Abstand von 22 Jahren. Zunächst hatte er 1985 als Amtsrichter in einem medial und politisch vieldiskutierten Urteil Friedensdemonstranten vom Vorwurf der Nötigung freigesprochen und stattdessen der Bundesregierung im Zuge des NATO-Doppelbeschlusses einen Verfassungsbruch vorgeworfen. Im Frühjahr 2007 wählte man ihn dann zum Rektor der Hochschule Bremen. Als bekannt wurde, dass er im Bewerbungsverfahren eine Haftstrafe verschwiegen hatte, wurde die Wahl allerdings annulliert und er verlor darüber hinaus seine Professorenstelle an der Fachhochschule Oldenburg/Ostfriesland/Wilhelmshaven.

## Leben

### Herkunft und Ausbildung
Jahr wuchs in Unterfranken als Sohn eines Försters auf. Von 1970 bis 1976 studierte er an der Johann Wolfgang Goethe-Universität Frankfurt am Main Philosophie, Rechtswissenschaft und Betriebswirtschaftslehre. Im Hinblick auf seine philosophischen Ansichten bezeichnete er sich selbst als „Kind der Frankfurter Schule“, die von Jürgen Habermas, Theodor W. Adorno und Max Horkheimer geprägt wurde. Im Alter von 26 Jahren legte er die zweite juristische Staatsprüfung mit Prädikat ab.
Wenig später wurde er mit der Dissertation Die Bedeutung des Erfolges für das Problem der Strafmilderung beim Versuch summa cum laude zum Dr. jur. promoviert. Seiner Ansicht nach war der damalige Stand der dogmatischen Literatur zum Versuch – insbesondere bezüglich der Strafmilderung – nicht befriedigend. Als Zielsetzung seiner Arbeit gab Jahr an, strafrechtliche Grundlagenprobleme herausarbeiten zu wollen, um den Stand der Literatur dadurch zu korrigieren. Darüber hinaus wollte er die sich daraus ergebenden Forderungen aufzeigen, die für die praktische Rechtsfindung durch Strafgerichte maßgebend sein sollten. Die Literaturwissenschaftlerin Britta Caspers fasste die Zielsetzung von Jahrs Dissertation folgendermaßen zusammen:
„Jahr rechtfertigt sein Anliegen vor dem Hintergrund der damaligen zeitgeschichtlichen Brisanz des Terrorismus der RAF und anderer Gruppen; er geht dem Problem der Strafzumessung bei Versuchstaten nach und argumentiert im Sinne der im Alternativentwurf zur Strafrechtsreform von 1962 geforderten obligatorischen Strafmilderung im Falle des Versuchs. Jahr wendet sich damit – und zwar aus der Perspektive der Strafrechtsphilosophie Hegels – gegen den Grundsatz der nur fakultativen Strafmilderung beim Versuch, welcher dem Gericht noch immer die Möglichkeit einräumt, für eine versuchte Straftat das gleiche Strafmaß wie für eine vollendete Tat anzuwenden. Dahinter steht die Frage, welchen Einfluss der Erfolg einer Handlung auf das durch die Tat gesetzte Unrecht hat und ob die Tatschuld durch den Erfolg vergrößert wird.“

### Karriere als Richter
Ab dem 1. Juli 1980 war Jahr im Bezirk des Oberlandesgerichts Frankfurt am Main als Richter / Staatsanwalt auf Probe tätig. Die Tageszeitung beschrieb ihn rückblickend als „jüngsten Robenträger der Republik“ sowie als „belesen[en] Shootingstar, ein[en] Überflieger, der lateinische Zitate liebt“. Jahr selbst konstatierte im April 2007 selbstkritisch, sein Verhalten zu Beginn seiner Karriere sei „wegen [seiner] vermeintlichen intellektuellen Überlegenheit anmaßend“ gewesen. 1985 wurde er Richter am Amtsgericht Frankfurt am Main.

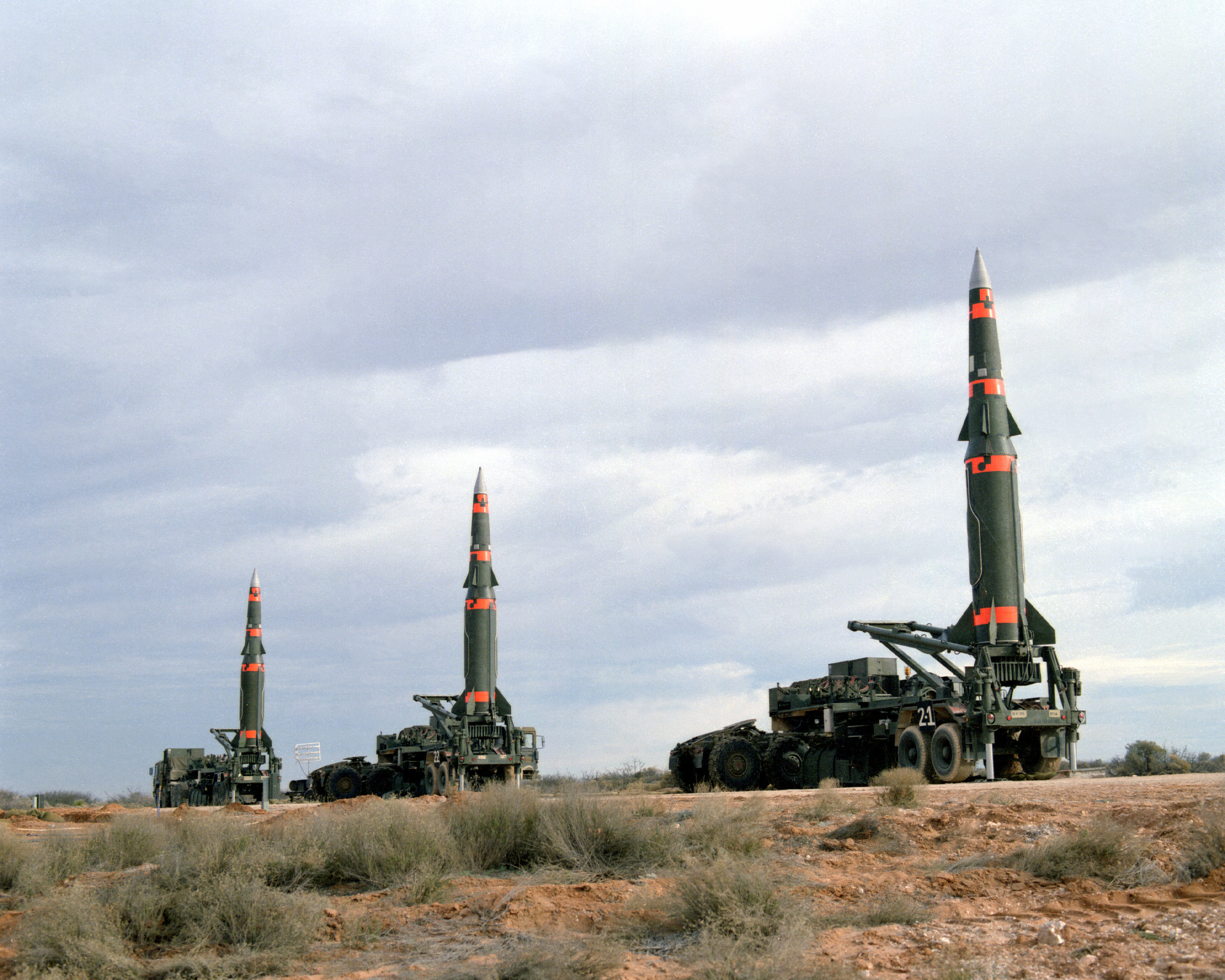
Pershing II-Raketen

Bundesweite Bekanntheit erlangte er noch im selben Jahr: Er hatte zunächst Strafbefehle wegen „verwerflicher“ Nötigung gegen 16 Marburger Studenten unterschrieben, die mit einer Sitzblockade die Zufahrt zum United States Army Equipment Maintenance Center, einem Nachschubdepot im Frankfurter Stadtteil Hausen, versperrt hatten. Dort wurden von der US-Armee die gemäß dem NATO-Doppelbeschluss zur Stationierung in Deutschland vorgesehenen ballistischen Pershing II-Raketen zwischengelagert. Gegen diese Stationierung hatten die Studenten friedlich demonstriert. Nach dem Einsatz eines Wasserwerfers hatten sie sich widerstandslos von den Polizisten wegtragen lassen und auch die Feststellung der Personalien hatten sie nicht verweigert. Da sieben von ihnen Widerspruch gegen ihre Strafbefehle einlegten, kam es ab dem 2. Mai zur Hauptverhandlung. Als Sachverständige wurden fünf Militär- und Rüstungsexperten und Friedensforscher – unter anderem Carl Friedrich von Weizsäcker – gehört, die über „Vernichtungswahrscheinlichkeiten“ und Raketenreichweiten Auskunft gaben, die Pershing II mit dem sowjetischen Modell RSD-10 verglichen und die Begriffe des sogenannten „großen“ und „kleinen“ Atomkriegs erörterten. Die meisten von ihnen äußerten sich höchst skeptisch bis ablehnend hinsichtlich der „Friedensnützlichkeit“ der Nachrüstung. Das hessische Justizministerium unter Herbert Günther (SPD) warf Jahr vor, den Angeklagten „in exzessivem Maße rechtliches Gehör zu gewähren“, und die Staatsanwaltschaft forderte die Universitäten auf, den als Sachverständigen tätigen Wissenschaftlern die „staatsgefährdenden“ Aussagen zu verbieten. Jahr hingegen – dem die Staatsanwaltschaft bereits zuvor wegen seiner peniblen und wortwörtlichen Auslegung von Strafgesetzbuch und Grundgesetz „Profilierungssucht“ vorgeworfen hatte – beharrte erfolgreich auf seiner Prozesshoheit. Schließlich sprach er die Angeklagten in seinem Urteil am 19. Juni 1985 frei. In der Urteilsbegründung bezeichnete er ihre Sitzblockade als „nicht verwerflich“. Die Angeklagten hätten mitnichten rechtswidrig, sondern vielmehr „pflichtgemäß“ gehandelt. Der Bundesregierung hingegen warf er vor, mit dem Nachrüstungsbeschluss doppelt verfassungswidrig agiert und das Grundgesetz verletzt zu haben. Einerseits „habe sie mit ihrer Zustimmungserklärung zur Raketenstationierung das in der Präambel des Grundgesetzes mit Verfassungsanspruch kodifizierte Gebot der Wiedervereinigung verletzt und zum anderen gegen Artikel 26 des Grundgesetzes verstoßen, der die Vorbereitung eines Angriffskrieges und die Störung des friedlichen Zusammenlebens der Völker untersagt.“ Angesichts dieses zweifachen Verfassungsbruchs der Bundesregierung kam Jahr zu dem Urteil, dass die Studenten sich auf das Grundrecht der Demonstrationsfreiheit berufen konnten.
Die Frankfurter Allgemeine Zeitung vertrat die Ansicht, dass der Amtsrichter „das Gesetz nicht in dem von höheren Instanzen gewiesenen Sinne“ ausgelegt habe, und auch Josef Joffe behauptete in der Süddeutschen Zeitung, dass das Bundesverfassungsgericht die Nachrüstung „längst als verfassungskonform deklariert“ habe. Heinrich Senfft hielt im Oktober 1990 in den Blättern für deutsche und internationale Politik dagegen und argumentierte, dass sich das Bundesverfassungsgericht „in dieser Frage für unzuständig erklärt und eine Entscheidung abgelehnt“ habe. Auch die politischen Reaktionen auf das Urteil fielen teilweise sehr heftig aus. Das offizielle Statement der Bundesregierung lieferte Heiner Geißler, damals CDU-Generalsekretär und Bundesminister für Jugend, Familie und Gesundheit. Er führte aus: „Hier wurde das hohe Gut der richterlichen Unabhängigkeit missbraucht und die verfassungsmäßige Ordnung der Bundesrepublik Deutschland missachtet. […] Ursache dieser Entwicklung ist die systematische Verschiebung der Wertkoordinaten in unserem Volke.“ Noch deutlicher wurde Edmund Stoiber (CSU), damals Abgeordneter des Bayerischen Landtags und Leiter der Bayerischen Staatskanzlei: „Der Staat kann hier nicht mehr tatenlos zusehen. Im übrigen sollte dieses Urteil auch die Staatsanwaltschaft interessieren, denn die Begründung kommt in die Nähe von Rechtsbeugung und Strafvereitelung im Amt.“ Tatsächlich wurde Jahr binnen weniger Tage wegen angeblicher Rechtsbeugung angezeigt. Am 1. Juli 1985 lehnte die Staatsanwaltschaft die Einleitung eines Ermittlungsverfahrens gegen ihn allerdings mit folgenden Worten ab:
„Die Begründung des Urteils hat in der Öffentlichkeit Aufsehen, teils Beifall und teils ablehnende Kritik hervorgerufen. Unabhängig davon, ob das Urteil, das die Staatsanwaltschaft angefochten hat, letztlich Bestand haben wird, bestehen indes keine Anhaltspunkte dafür, dass der angezeigte Richter sich einer Rechtsbeugung bei der Entscheidung schuldig gemacht hätte.“
Jahrs Karriere als Richter endete, als er 1993 freiwillig – aber in Anbetracht eines bevorstehenden Strafverfahrens gegen ihn – aus dem Dienst ausschied. Am 1. November 1994 wurde er vom Landgericht Frankfurt am Main wegen Rechtsbeugung und Verfolgung Unschuldiger in fünf Fällen zu einer Haftstrafe von zwei Jahren und sechs Monaten verurteilt. Bei den betreffenden fünf Bußgeldverfahren wegen Verkehrsordnungswidrigkeiten hatte er es versäumt, rechtzeitig Hauptverhandlungstermine anzuberaumen. Daraufhin hatte er – um dies zu vertuschen – die Akten manipuliert und entsprechende Verfügungen rückdatiert, um die bereits verjährten Fälle doch noch verhandeln zu können. Drei dieser Verfahren hatte er letztlich eingestellt und in einem Fall das Bußgeld von 100 auf 70 D-Mark reduziert und dem Täter so einen Eintrag ins Verkehrszentralregister erspart. Jahr wies die Vorwürfe zurück und sprach von einem „Unrechts-Urteil“. Er merkte unter anderem an, dass keiner der Verteidiger je auf Verjährung plädiert hatte.

### Haft und weitere berufliche Tätigkeiten
Nach seinem Rückzug aus dem juristischen Dienst zog Jahr zunächst nach Mecklenburg-Vorpommern und arbeitete in Güstrow im Amt zur Regelung offener Vermögensfragen. Von November 1997 bis Juli 1999 war er 20 Monate als Freigänger in der Justizvollzugsanstalt Frankfurt am Main IV im Stadtteil Preungesheim inhaftiert; die zehnmonatige Reststrafe wurde anschließend zur Bewährung ausgesetzt. Während seines offenen Vollzuges ging er Beratertätigkeiten nach und leitete als Justiziar die Rechtsabteilung eines Unternehmens im Palettenhandel. Nach der Haftentlassung wurde er erst Justiziar und dann Geschäftsführer eines Unternehmens, das mit Biodiesel handelte. Jahr stellte 2002 wegen Schulden in Höhe von 1,1 Millionen Euro einen Insolvenzantrag für einen von ihm gegründeten Baubetrieb. Das Insolvenzverfahren endete am 26. April 2007.

### Akademische Laufbahn

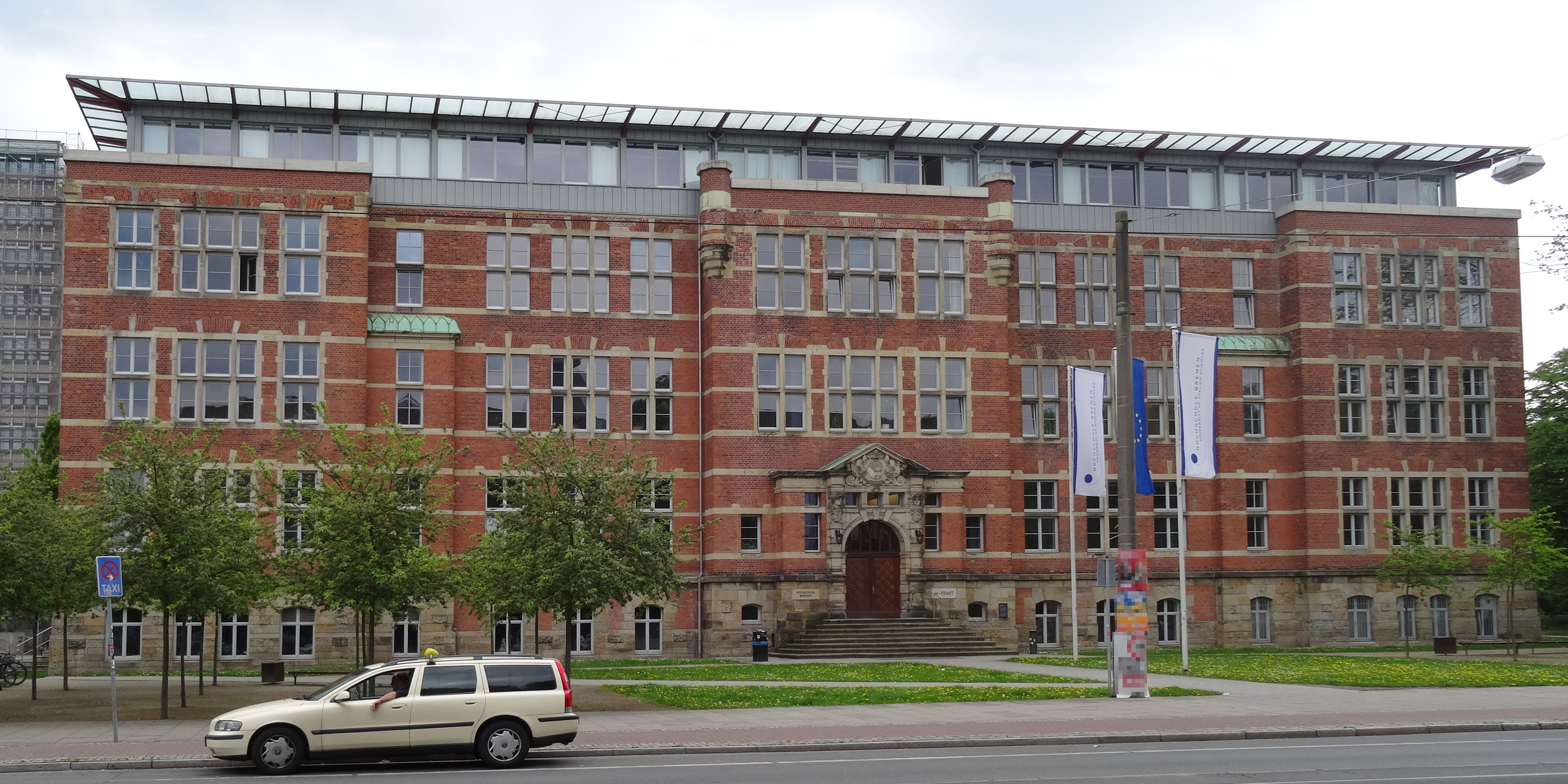
An der Hochschule Bremen wurde Jahr im Februar 2007 zum Rektor gewählt, trat die Stelle aber nie an.

Ab Herbst 2000 lehrte Jahr Wirtschaftsrecht, Soziologie und Sozialphilosophie an der Fachhochschule Oldenburg/Ostfriesland/Wilhelmshaven. Seit 2001 amtierte er zudem als Dekan des Fachbereichs Wirtschaft am Studienort Wilhelmshaven. Im Oktober 2005 war er einer von fünf Kandidaten, die sich um den Posten als Präsident der Fachhochschule Gießen-Friedberg bewarben. Der dortige Senat stimmte allerdings mehrheitlich für Günther Grabatin.
Knapp eineinhalb Jahre später bewarb Jahr sich als Rektor der Hochschule Bremen. Schon früh im Bewerbungsverfahren hatte sich die Zentrale Kommission für Frauenfragen (ZKFF) der Hochschule entschieden gegen Jahr ausgesprochen. Er habe angeblich geäußert, spezielle Frauenförderung sei nicht notwendig. Weiterhin habe er gemeint, „wer gut sei, komme dahin, wo er hinwolle.“ Mit diesen Ansichten, so die ZKFF, habe er sich als etwaiger Rektor bereits im Vorfeld disqualifiziert. Gleichwohl konnte er sich am 13. Februar 2007 überraschend gegen den Amtsinhaber Elmar Schreiber durchsetzen, als der Akademische Senat der Hochschule mit 13 : 8 Stimmen (bei einer ungültigen Stimme) für ihn votierte. Jahrs fünfjährige Amtszeit sollte am 1. Juni beginnen.

### Streit um das Hochschulrektorat und Ende der wissenschaftlichen Laufbahn
Am 30. März 2007 tauchte auf der Website der Hochschule Bremen in der Rubrik „Aktuelles“ aus ungeklärten Gründen für mehrere Stunden die digitalisierte Version eines Artikels der Rhein-Main-Zeitung aus dem November 1997 auf, in dem über Jahrs damaligen Haftantritt berichtet wurde. Vertreter der Hochschule zeigten sich überrascht und Kanzler Jürgen-Peter Henckel erklärte, dass Jahr seine Verurteilung und Haftstrafe nicht in der Bewerbung angegeben habe. Noch am selben Tag teilte der bremische Senator für Bildung und Wissenschaft Willi Lemke (SPD) mit: „Wenn sich das bewahrheitet, dann halte ich es für unvorstellbar, dass ich Herrn Jahr zum Rektor dieser international angesehenen Hochschule ernenne.“ Jahr selbst äußerte sich gegenüber der Tageszeitung Weser-Kurier dahingehend, dass er „nichts zu verbergen“ habe. Er gehe mit seiner Vergangenheit zwar „nicht hausieren“, gehe aber gleichwohl „offen damit um.“
Binnen weniger Tage legte Jahr eine schriftliche Erklärung vor. Darin wies er unter anderem darauf hin, dass der entsprechende Eintrag nach Fristablauf aus dem Führungszeugnis gestrichen worden sei und er aus diesem Grund als „unbestraft“ gelte. Er sei deshalb nicht rechtlich verpflichtet gewesen, diese Details in seiner Bewerbung zu erwähnen. Hinsichtlich seiner Lehrtätigkeit an der Fachhochschule Oldenburg/Ostfriesland/Wilhelmshaven seit 2000 gab er an, auch dafür ein Führungszeugnis eingeholt zu haben, das jedoch fehlerhaft gewesen sei, weshalb er die Staatsanwaltschaft um eine Korrektur gebeten habe. Die Neufassung zog sich so lange hin, bis die bereits erwähnte Frist griff und der Eintrag zur Verurteilung ohnehin gelöscht war. Kritiker warfen Jahr daraufhin vor, den Prozess bewusst verzögert zu haben. Im Gegenzug äußerte Jahr, dass er vor der Wahl aus dem Akademischen Senat heraus informiert worden sei, dass über seine Person Recherchen angestellt würden. Er zeigte sich überzeugt, dass „vor der Wahl die Informationen an der Hochschule bekannt waren.“ Kanzler Henckel wies dies zurück. Der Allgemeine Studierendenausschuss (AStA) der Hochschule erklärte unterdessen, weiterhin zu Jahr zu stehen. Diese Haltung behielt das Gremium bei, da auch Jahrs „gute Qualifikationen und Ideen“ gewürdigt werden müssten. Am 11. April bestätigte Vera Dominke, die Präsidentin der Fachhochschule Oldenburg/Ostfriesland/Wilhelmshaven, dass auch dort Jahrs Haftstrafe nicht bekannt gewesen sei und der Fall „derzeit geprüft“ werde. werde. Eine Kündigung des Professors stand zur Debatte.
Der Akademische Senat der Hochschule Bremen befand am 12. April, dass Jahr „den Ruf der [Hochschule Bremen] nachhaltig beschädigt habe“, und beschloss mit 10 : 8 Stimmen bei zwei Enthaltungen, Senator Lemke aufzufordern, Jahr entgegen seiner ursprünglichen Wahl doch nicht zum Rektor zu berufen. Senatsmitglied Barbara Grüter, Expertin für Medienmanagement und -ökonomie und Professorin für Mensch-Computer-Interaktion an der Hochschule, kommentierte die Entscheidung: „In einer Mediengesellschaft kann man so etwas nicht verheimlichen. Jahr hat gepokert. Mit sich und mit der Hochschule.“ Jahr betrachtete das Sitzungsergebnis dennoch als Teilerfolg, da die Wahl nicht annulliert worden sei. Er sah sich weiterhin als rechtmäßig gewählten Rektor. Wissenschaftssenator Lemke begrüßte das Votum und bat die Hochschule am 20. April um einen eindeutigen Beschluss. Er ließ verlauten, dass der Akademische Senat für eine rechtlich einwandfreie Lösung – man rechnete mit einer Klage Jahrs – das Wahlverfahren abbrechen und eine Neuausschreibung der Stelle beschließen müsse. Beide Konfliktparteien warfen sich gegenseitig fehlende Gesprächsbereitschaft vor.
In Anbetracht dessen, dass die Hochschule Bremen keine Vertrauensbasis mehr für eine gemeinsame Zusammenarbeit mit Hans-Christoph Jahr sah, annullierte der Akademische Senat die Rektorenwahl schließlich in seiner Sitzung am 24. April mit großer Mehrheit und beschloss, die betreffende Stelle neu auszuschreiben. Zwei Tage später, am 26. April, sprach sich eine Vollversammlung der Studierendenschaft mehrheitlich dafür aus, Jahr zu einem Gespräch einzuladen. In diesem Rahmen erneuerte der AStA seine Rückendeckung für ihn. Man sei nach einem mehrstündigen Besuch Jahrs in den Büros des AStA sowie nach vielen Telefonaten von seiner Eignung überzeugt und traue ihm „fachlich und menschlich“ das Amt des Rektors zu. Sollte er entscheiden, sich erneut zu bewerben, werde man ihn unterstützen. Nachdem etwa zur gleichen Zeit an der Fachhochschule Oldenburg/Ostfriesland/Wilhelmshaven Forderungen nach einem Entzug der Professorenstelle aufkamen, schlug sich auch der dortige AStA auf Jahrs Seite.
Das Verwaltungsgericht Bremen lehnte am 16. Mai Jahrs Antrag auf vorläufigen Rechtsschutz ab: Es sei mit dem Hochschulgesetz vereinbar, dass der Akademische Senat ihn wieder abwählte, noch bevor der Wissenschaftssenator die offizielle Bestellung zum Rektor vorgenommen hatte. Dieser Argumentation folgte auch das Oberverwaltungsgericht Bremen. Es beschloss Mitte September, dass das zwischenzeitlich gestoppte Neubesetzungsverfahren fortgeführt werden könne. Am 11. Februar 2008 wurde bekannt, dass Jahr und das Land Niedersachsen vor dem Arbeitsgericht Wilhelmshaven in einem Vergleich die Auflösung des Beschäftigungsverhältnisses an der Fachhochschule in Wilhelmshaven vereinbart hatten, nachdem das Land bereits 2007 eine Kündigung ausgesprochen hatte. Über die Konditionen der Auflösungsvereinbarung wurde nur bekannt, dass Jahr seinen Professorentitel weiterführen darf. Auf den disziplinarrechtlichen Akt des Titelentzugs verzichtete das Land im Gegenzug zum Ausscheiden Jahrs.
Später (nachweislich im Februar 2015) war Hans-Christoph Jahr als Rechtsanwalt in Berlin tätig.

## Stimmen zum Rektoratsstreit
Der Streit um die Rektorenstelle wurde im April und Mai 2007 intensiv in der Bremer Öffentlichkeit diskutiert und war häufig wiederkehrendes Thema der Medienberichterstattung.
In der Politik – abseits des Wissenschaftssenators – gingen die Ansichten, wie mit Hans-Christoph Jahr nach dem Bekanntwerden seiner Haftstrafe zu verfahren sei, ebenfalls auseinander. Nach der Sitzung des Akademischen Senats am 12. April, auf der beschlossen wurde, Senator Lemke aufzufordern, Jahr nicht zum Rektor zu berufen, bezeichnete die wissenschaftspolitische Sprecherin der CDU-Bürgerschaftsfraktion Iris Spieß diese Entscheidung als „zwingend geboten“ und forderte eine rasche Neuausschreibung der Stelle. Der Landesverband der Linken hingegen teilte die Ansicht des AStA der Hochschule und plädierte weiterhin dafür, Jahr zu berufen.

## Publikationen (Auswahl)
- Hans-Christoph Jahr: Die Bedeutung des Erfolges für das Problem der Strafmilderung beim Versuch. Ein strafrechtlich-rechtsphilosophischer Begründungsversuch auf der Grundlage der Lehre Hegels. In der Reihe: „Europäische Hochschulschriften, Reihe 2: Rechtswissenschaft“, Band 257. Peter-Lang-Verlag, Frankfurt am Main, 1980, ISBN 978-3-8204-6102-2.
- Hans-Christoph Jahr: Strafverfahren oder politischer Prozeß? Zur strafrichterlichen Ermittlung und Bewertung sicherheitspolitischer Tatsachen im Lichte des Grundgesetzes. In: Goltdammer’s Archiv für Strafrecht. 1987, Seiten 346–364.
- Hans-Christoph Jahr: Logos und Leben. Grundlinien einer Reformation des reflexiven Denkens. Band I: Reflexion. Shaker Verlag, Aachen, 2004, ISBN 978-3-8322-3025-8.